# Собор Нижегородских святых
Соборный праздник Русской православной церкви в честь святых нижегородской земли, является переходящим и отмечается в воскресенье после 26 августа (8 сентября).

## История
Первыми нижегородскими святыми по времени жизни являются святитель Симон, епископ Владимирский и благоверный великий князь Владимирский Георгий (Юрий) Всеволодович, основатель Нижнего Новгорода, жившие в XIII веке.
Наиболее известный в христианском мире нижегородский святой — преподобный Серафим Саровский чудотворец.
Большую часть перечня Нижегородских святых составляют имена новомучеников и исповедников XX века.
Празднование Нижегородских святых учреждено по благословению патриарха Московского и всея Руси Алексия II в апреле 2008 года.
«По благословению Святейшего Патриарха Московского и всея Руси Алексия II в церковный календарь внесены два новых праздника ― Собор Нижегородских святых и Собор Дивеевских святых, сообщил в понедельник журналистам архиепископ Нижегородский и Арзамасский Георгий».
В Нижегородской епархии написана и распространена в большинстве приходов икона Нижегородских святых.

## Состав собора Нижегородских святых
16 мая 2023 года на заседании Священного Синода Русской Православной Церкви были утверждены «Поименные списки местных соборов святых, почитаемых в Самоуправляемых Церквах, Экзархатах, Митрополичьих округах, митрополиях и епархиях».
Согласно данному документу собор Нижегородских святых включает 85 имен святых XIII—XX веков.
1. Александр Беляков, иерей, сщмч. (1937);
2. Александр Блохин, мч. (1937);
3. Александр Ильинский, иерей, сщмч. (1937);
4. Александр Крылов, прот., сщмч. (1937);
5. Александр Курмышский, иерей, сщмч. (1937);
6. Александр Невский, в схиме Алексий, блгв. вел. кн. (1263);
7. Александр Никольский, иерей, сщмч. (1937);
8. Александр Поспелов, прот., сщмч. (1937);
9. Александр (Щукин), архиеп. Семипалатинский, сщмч. (1937);
10. Александра Дивеевская, прп. (1789);
11. Алексий Бортсурманский, прав. (1848);
12. Алексий Княжеский, иерей, сщмч. (1938);
13. Алексий Молчанов, иерей, сщмч. (1937);
14. Алексий Нейдгардт, мч. (1918);
15. Алексий Порфирьев, прот., сщмч. (1918);
16. Алексий, митр. Киевский, Московский и всея Руси, чудотворец, свт. (1378);
17. Андрей Бенедиктов, иерей, сщмч. (1937);
18. Анисия Масланова, мц. (1937);
19. Анна (Ежова), мон., прмц. (1937);
20. Антоний (Медведев), прп. (1877);
21. Валент Никольский, иерей, сщмч. (1937);
22. Варнава Ветлужский, прп. (1445);
23. Варнава (Меркулов) Гефсиманский, прп. (1906);
24. Василий Ежов, мч. (1937);
25. Василий Завгородний, диакон, сщмч. (1937);
26. Василий (Эрекаев), иером., прмч. (1937);
27. Вениамин Владимирский, диакон, сщмч. (1937);
28. Виктор Басов, иерей, сщмч. (1937);
29. Гавриил (Городков), архиеп. Рязанский, свт. (1862);
30. Георгий (Юрий) Всеволодович, Владимирский, вел. кн., блгв. (1238);
31. Дария Тимагина, мц. (1919);
32. Дария Улыбина, мц. (1919);
33. Дионисий, архиеп. Суздальский, свт. (1385);
34. Евгений (Зернов), митр. Горьковский, сщмч. (1937);
35. Евгений Яковлев, иерей, сщмч. (1937);
36. Евдокия Шейкова, мц. (1919);
37. Евфимий Суздальский, архим., прп. (1404);
38. Елена Дивеевская, прп. (1832);
39. Елисавета Самовская, мц. (1937);
40. Елисавета Сидорова, мц. (1937);
41. Иаков Гортинский, мч. (1937);
42. Иаков Гусев, иерей, сщмч. (1937);
43. Иларион, митр. Суздальский, свт. (1707);
44. Иоанн Быстров, иерей, сщмч. (1938);
45. Иоанн Лазарев, иерей, сщмч. (1937);
46. Иоанн Мошков, диакон, сщмч. (1937);
47. Иоанн Никольский, иерей, сщмч. (1937);
48. Иоанн Тихомиров, прот., сщмч. (1938);
49. Иоанн Флеров, иерей, сщмч. (1918);
50. Иоасаф Нижегородский, прп. (1567);
51. Лаврентий (Князев), еп. Балахнинский, сщмч. (1918);
52. Макарий (Гневушев), еп. Вяземский, сщмч. (1918);
53. Макарий Желтоводский, Унженский, прп. (1444);
54. Мария Дивеевская, блж. (1931);
55. Мария Неизвестная, мц. (1919);
56. Марфа Дивеевская, прп. (1829);
57. Марфа (Тестова), инокиня, прмц. (1941);
58. Матрона (Власова), инокиня, исп. (1963);
59. Михаил Адамонтов, иерей, сщмч. (1937);
60. Михаил Воскресенский, иерей, сщмч. (1918);
61. Михаил Гусев, прот., сщмч. (1937);
62. Назарий Валаамский, прп. (1809);
63. Николай Восторгов, иерей, сщмч. (1930);
64. Николай Зеленов, иерей, сщмч. (1937);
65. Николай Троицкий, прот., сщмч. (1937);
66. Николай Филиппов, мч. (1937);
67. Николай Хвощев, иерей, сщмч. (1937);
68. Онисим (Пылаев), еп. Тульский, сщмч. (1938);
69. Павел Борисоглебский, иерей, сщмч. (1937);
70. Павлин Старополев, иерей, сщмч. (1937);
71. Параскева Дивеевская, блж. (1915);
72. Пелагия Дивеевская, блж. (1884);
73. Пелагия (Тестова), инокиня, прмц. (1944);
74. Петр (Зверев), архиеп. Воронежский, сщмч. (1929);
75. Петр Лебединский, иерей, сщмч. (1937);
76. Петр Новосельский, иерей, сщмч. (1937);
77. Петр Сахаровский, иерей, сщмч. (1937);
78. Порфирий Колосовский, иерей, сщмч. (1937);
79. Серафим Саровский, прп., чудотворец (1833);
80. Серафим (Чичагов), митр. Петроградский, сщмч. (1937);
81. Симеон, митр. Смоленский, свт. (1699);
82. Симон, еп. Владимирский, свт. (1226);
83. Стефан Митюшкин, мч. (1937);
84. Стефан Немков, иерей, сщмч. (1918);
85. Тимон Надеевский, прп. (1840)

### Святые и подвижники благочестия, не включенные в перечень Нижегородских святых
Блгв. кн. Феодора (Васса) Нижегородская (1378);
Прп. Пафнутий Балахнинский, игумен Покровского мужского монастыря в г. Балахна (XVI в.)
Мч. Иоанн Казанский (XVI в.)
Прп. Олимпиада Киевская (1828)